# Carlos Mascarenhas
D. Carlos Mascarenhas (Lisboa, 1 de abril de 1803 — Lisboa, 3 de maio de 1861) foi um político e «militar de mérito reconhecido e herói das guerras liberais», sendo comandante da Guarda Nacional e irmão do Marquês de Fronteira. Par do Reino, foi ajudante de campo do Duque da Terceira e, depois, do rei D. Pedro V. Político activo no liberalismo português, foi um dos derrotados na revolução encabeçada pelo Marechal Saldanha.

## Biografia
D. Carlos de Mascarenhas destacou-se desde cedo, mesmo enquanto cadete, para mais tarde já como oficial, ter recebido dos mais rasgados elogios e reconhecimentos públicos. No posto de capitão, chegou mesmo a receber a condecoração da Torre e Espada, com direito a honras de coronel e promoção a major por distinção.
No posto de major e de tenente-coronel continuou a desenvolver importantes e destacados serviços, com realce paras as de comandante da Guarda Municipal de Lisboa. Nos postos de coronel e de brigadeiro, assumiu as funções de comandante da Guarda Municipal de Lisboa, do Regimento da Rainha de Lanceiros n.º 2, e de chefe da casa militar do rei, além de ter sido feito par do reino, gentil-homem da câmara e ajudante de campo de D. Pedro V de Portugal. 
Viveu durante um período histórico conturbado da história portuguesa, nomeadamente a guerra civil em Portugal, as lutas liberais, da qual ele foi firme defensor e combatente dos ideias liberais, ao lado de outras figuras destacadas portuguesas, como por exemplo, D. Pedro e Bernardo Sá Nogueira, o Marquês de Sá da Bandeira, fundador da Academia Militar. O brigadeiro, D. Carlos de Mascarenhas, destacou-se essencialmente pelas suas qualidades enquanto comandante nos diversos postos e funções, assumindo-se e considerado como um homem «valente» e com uma personalidade destacada de firmes valores e princípios, na forma de ser e na convivência com os militares e elementos da sociedade e civil. Era valente e forte nas acções militares, delicado, educado e cortês no trato. Conhecido também pelo seu estilo dialogante e equidistante das problemáticas político-partidárias, que soube afastar-se dessas lutas, quando as mesmas iam contra os seus princípios. Ficou na história como um exímio cavaleiro e cavalheiro, e acima de dos mais elevados elogios.
Foi pai, entre outros, da 2.ª marquesa de Ávila e Bolama e de D. José Maria de Mascarenhas, que reconheceu como filho no baptismo, e de quem descende o actual representante dos títulos de marquês de Fronteira e conde da Torre.
A cidade de Lisboa homenageou-o na sua toponímia.